# 서울특별시의 교통

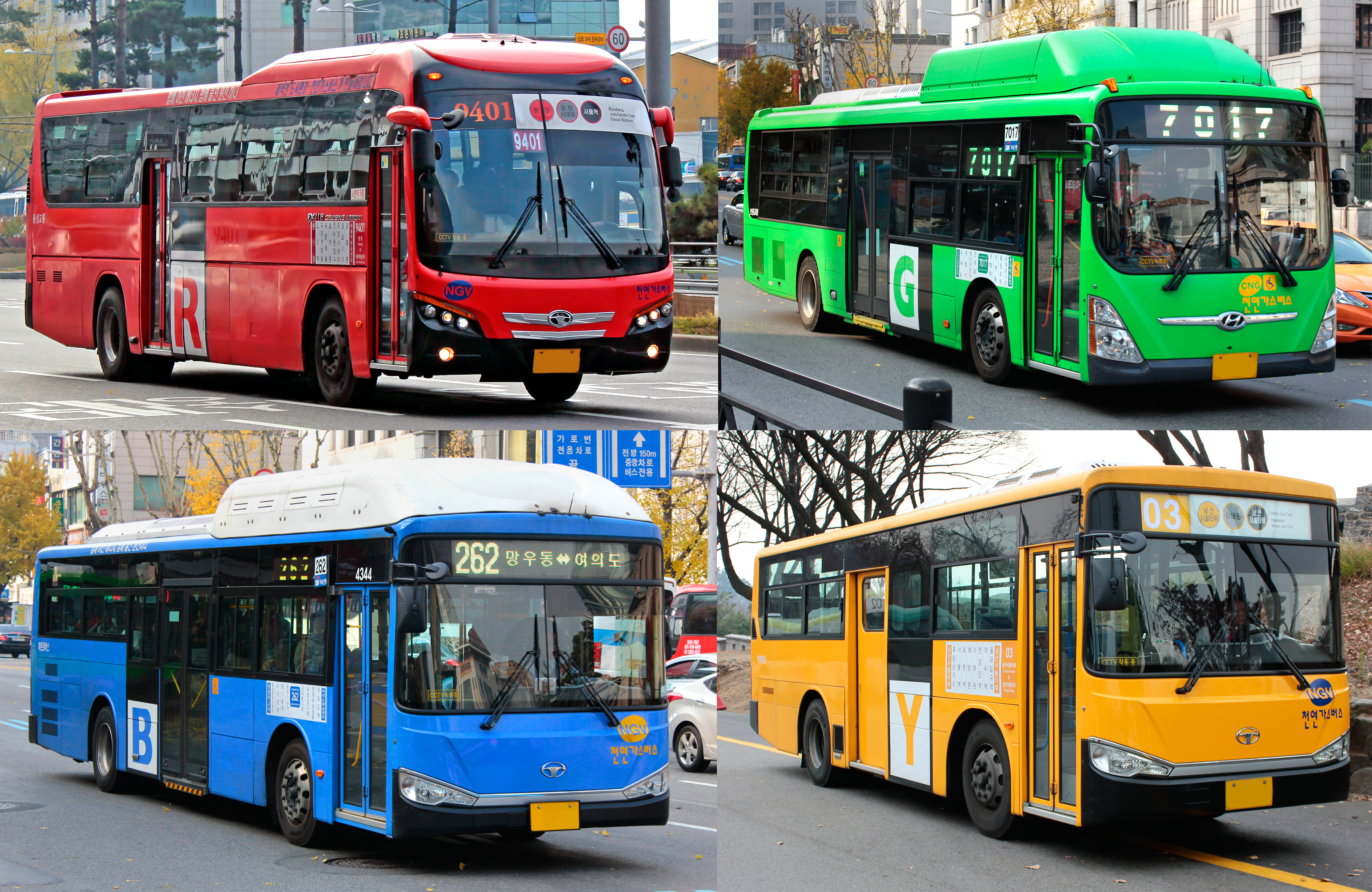
서울시내버스의 색깔별 도색

서울특별시의 교통은 서울특별시를 총괄 담당하는 대중교통 노선이다. 수도권 전철 및 승용차, 버스가 주된 시내 교통 수단이다. 1899년부터 운행하던 전차가 없어지면서 서울의 대중교통 수단은 많이 달라졌다. 1966년부터는 시가지의 대폭적인 재개발로 건물의 고층화와 함께 도로의 입체화가 진전되었다. 2001년 말 교통인구는 2,746만명이고, 자동차 등록대수는 255만 441대로 2000년의 244만 992대에 비해 10만 9,449대가 증가, 하루 272대 정도가 늘어났다. 수송분담률은 버스 27.6%, 지하철 36.5%, 택시 8.4%이다. 그 외는 자가용 등 27.5%이다. 대중교통 수단의 재배치는 서울 도시 구조에 매우 큰 영향을 끼쳐왔다. 대표적인 예로 1기 지하철, 특히 당초 계획과는 달리 거대 순환선으로 변경된 2호선이 서울의 공간에 끼친 영향을 들 수 있다. 현재 3기 지하철이 건설중이며 아직 중앙정부에 의한 많은 계획이 집행을 기다리고 있다.

## 항공
수도권에 있어서 대부분의 국제 항공 노선은 인천에 있는 인천국제공항에서 뜨고 내린다. 강서구에 있는 김포국제공항은 20세기에는 일본·미국·유럽·중동의 주요 도시와 연결되었던 대한민국의 문호이었으나 그 자리를 인천국제공항에 넘겨 주고, 현재는 김해국제공항, 광주공항, 포항경주공항, 사천공항, 울산공항, 무안국제공항, 여수공항, 제주국제공항 등과 연결되는 국내선 항공로의 기점이고, 일본 도쿄의 하네다공항과 중국 상하이의 홍차오공항, 걸프스트림과 세스나는 미국, 중국의 베이징 서우두 국제공항, 일본 오사카의 간사이 국제공항, 일본 나고야의 주부 국제공항과 북한의 고려항공은 순안비행장 등으로 가는 국제선 여객기를 이용할 수 있다. 그 외의 국제선 노선은 인천국제공항을 이용한다. 인천국제공항은 인천광역시 중구 영종도에 총 4,743만m2 규모로 건설하여 2001년 3월 29일 개항하였다. 인천국제공항에서 서울 도심까지는 약 1시간 정도가 소요된다. 한편으로 강남구 코엑스에는 한국도심공항에서 운영하는 공항버스 터미널이 있다.

## 철도

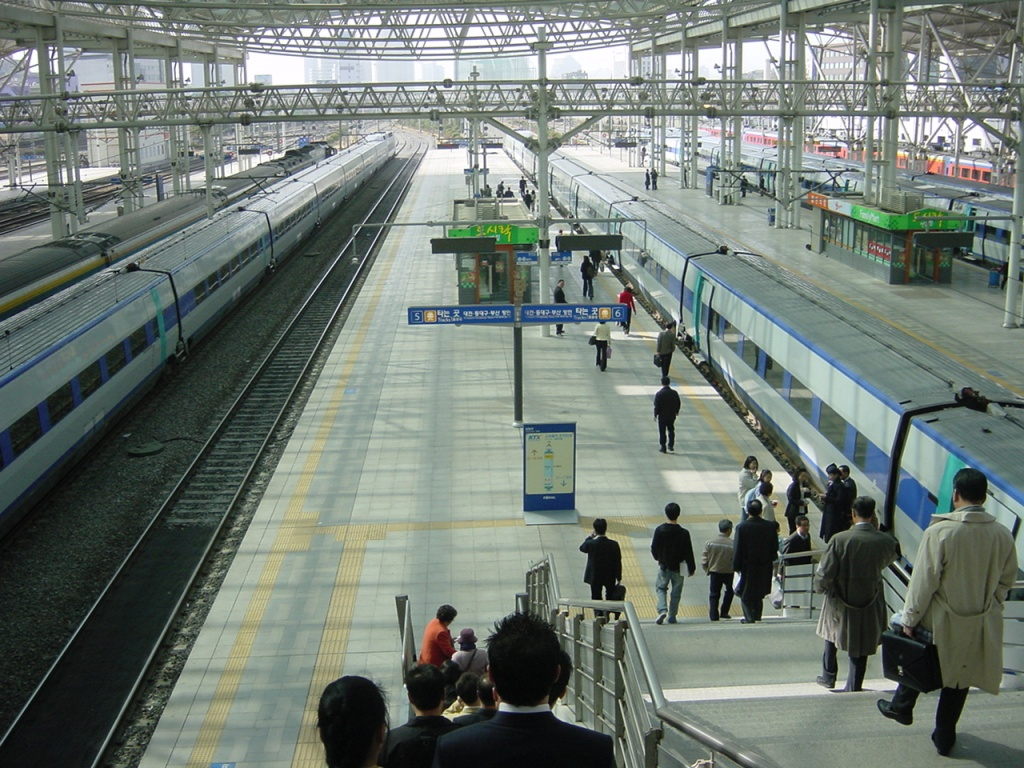
서울역 승강장

경부선 및 중앙선 철도의 시발점이며, 서울역에서는 경부선 열차, 용산역에서는 호남·전라·장항선 열차, 청량리역에서는 경춘·중앙·영동·태백선 열차를 탈 수 있다. 2007년에는 공항철도가 개통되어 인천국제공항과 김포국제공항을 연결하였고, 2010년에는 서울역까지 연장되어 서울의 중심부와 공항을 연결하였다.

## 도로
조선시대의 가로는 서울 도심 중앙을 지나는 종로 거리와 종로 거리에서 광화문·돈화문·남대문 쪽으로 갈라지는 정자형(丁字型) 대로가 주요한 도로였다. 그러나 대부분의 넓고 좋은 가로는 구릉이나 개울을 자연경계로 하여 정하였기 때문에 불규칙한 형태였다. 즉 자연발생적으로 생긴 불규칙한 가로망이 현재까지 많이 남아 있는 것이다. 그러나 기존 시가지의 재개발과 함께 무교로·종로 1가와 같이 개수(改修)하고 확장하여 가로의 모습은 많이 달라졌다. 1966년부터는 시가지의 대폭적인 재개발로 건물의 고층화와 함께 도로의 입체화가 진전되었다. 또한 강남지역과 강북지역을 연결하면서, 서울의 균형 있는 발전을 위해서 동호대로가 개통되어 남·북간의 교통체증을 크게 덜어주고 있다. 서울의 가로망은 일반적으로 지역에 따라 다양하다. 도심부에는 조선시대부터 사용해 온 주요 간선도로를 중심으로 동서방향의 율곡로·종로·청계로·을지로·퇴계로와 남북방향의 의주로·세종대로·남대문로 등이 있다. 또한 서울이 거대도시화하여 감에 따라 도심부와 주변 지역, 도심부와 위성도시를 연결하는 19개의 방사상도로와 도심지에서 반지름 2km·5km·10km 거리의 부도심과 도심간, 또는 부도심간의 유기적인 연결을 위한 여러 개의 순환도로가 기본 도로망이 되었다. 주변 지역인 영동·화곡·불광·면목·구로·개봉 지구에는 직교상 가로망이 분포되어 있다. 서울특별시는 2000년 이후에도 점증할 교통난 해소를 위해 내부순환로 및 외부순환도로의 지속적 확충에 노력하고 있다. 특히 북부간선도로 등 도시고속도로 건설, 과학적인 교통체계 개선과 기존도로의 유지·보수에도 유의하고 있다. 이상과 같이 여러 갈래로 분포되어 있는 서울의 도로 총연장은 2000년말 현재 도로 총길이 8,600km, 도로율 25%이다. 경부고속도로 및 용인서울고속도로, 서해안고속도로 등이 남쪽으로 이어져 있으며 시 외곽에는 서울특별시 외곽을 순환하는 수도권제1순환고속도로가 있고, 수도권제1순환고속도로보다 바깥쪽을 순환하는 수도권제2순환고속도로가 공사중이다. 도시 내부에는 남부순환로, 올림픽대로, 강변북로, 내부순환로, 동부간선도로, 서부간선도로 등 고속화 도로가 건설되어 있다.
많은 시민들이 주변 지대의 주택지에 생활하고 있으므로 도심지로 들어가기 위한 통근·통학시간인 러시아워에는 교통이 매우 혼잡하다. 이 시간에 1일 교통량의 60%와 대부분의 교통인구가 이동되고 있기 때문이다. 서울은 인구의 과다집중으로 교통인구는 해마다 늘어나 교통 사정도 계속 악화돼 서울시는 이러한 교통난의 해소를 위해 제3호 터널의 건설, 영등포에 있는 입체교차로, 남대문·시청앞·세종대로·소공로·종로 등지에 지하도를 개설하고 버스 통행이 가장 많은 시간대인 오전 7시∼10시 사이와 오후 5시∼9시 사이에 버스전용차선제를 실시하고는 있으나 아직 근본적인 해결에는 이르지 못하고 있다.

## 버스

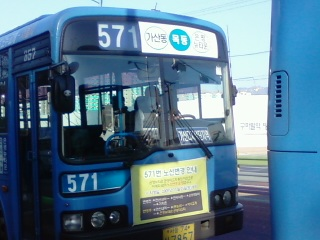
서울시내버스 571번

서울 대중교통망의 중요한 부분을 담당하는 서울특별시의 버스는 서울특별시 도시교통본부에서 관리하고 각 운수 회사에서 운행하는 형태로 운영되고 있다. 버스의 서비스 빈도가 높은 곳은 도시반지름 5km 이내의 도심지와 기차와 버스를 갈아타는 서울역·청량리역·영등포역 부근, 그리고 서울고속버스터미널과 동마장과 용산의 시외버스터미널(現 남부터미널) 부근입니다

## 도시철도

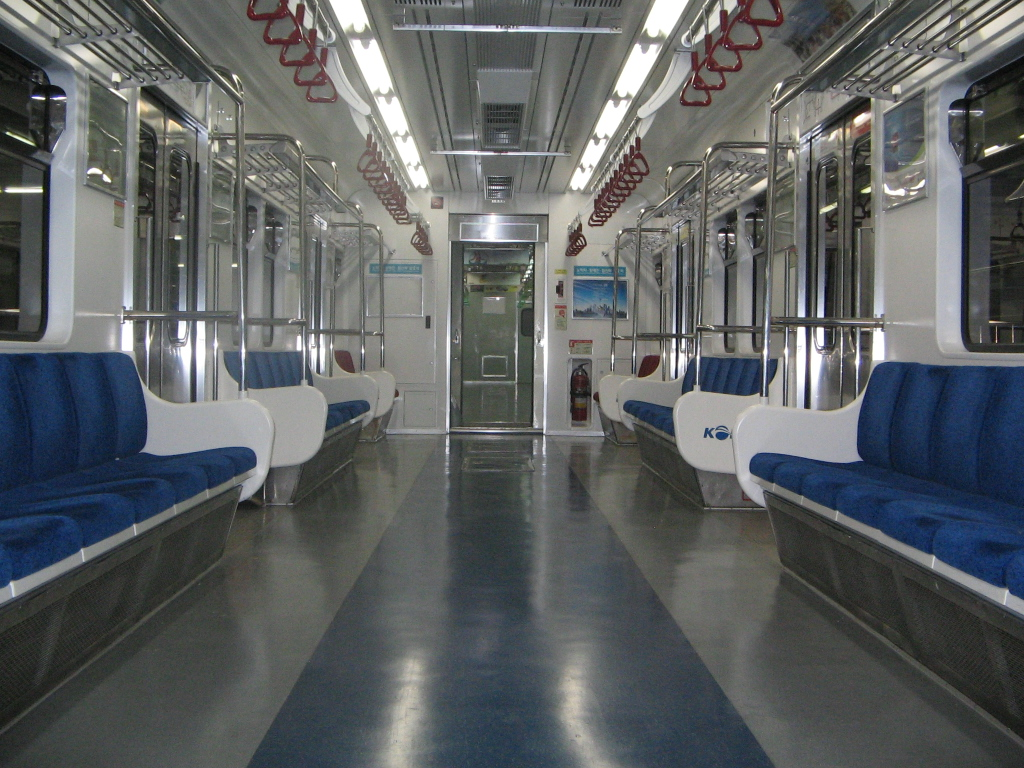
서울의 지하철 내부

서울 지하철 1호선부터 9호선까지 9개 노선이 운행되고 있다. 2호선은 서울의 순환선이며, 그 외 노선은 서울의 각 지역을 연결하고 있다.
시민의 교통수단을 고속화하고, 노면의 교통 혼잡을 완화시키면서 교통 공해를 줄이고, 서울 도심 인구를 분산시키는 데 도움을 주고자 1974년 청량리와 서울역 사이의 서울 지하철 1호선이 개통되었고, 1984년 서울 도심과 강남 지역을 순환하는 지하철 2호선이 개통되었으며 1985년에 서울 지하철 3호선과 서울 지하철 4호선이 개통되었다. 1996년 5호선(방화~상일동,강동~마천) 개통에 이어 7호선(장암~건대입구), 8호선(암사~모란) 등이 개통되었다. 9호선은 2002년 4월 3일 착공하여 2009년 7월 24일 개통되었다.

## 수도권 전철
1974년 대한민국 최초의 지하철인 서울 지하철 1호선(서울역–청량리역)이 개통된 후 철도청 관할 구간인 경원선, 경부선, 경인선을 복선 전철화하여 1호선과 직결 운행을 시작한 것이 수도권 전철의 시초이다. 서울 지하철 3호선과 서울 지하철 4호선이 개통된 1988년에는 안산선이 개통되어 수도권 전철의 일원이 되었다. 1990년대에 서울특별시 주변에 신도시들이 개발되어 교통 문제 해결을 위해 서울–신도시간 광역 철도가 필요하게 되었고 이 사업의 일환으로 일산선, 과천선, 분당선이 개통되었다. 당시에는 경의선 복선 전철화 공사와 성남선(현 서울 지하철 8호선)도 추진되었으나 잠정 중단되었다. 2000년에는 서울 지하철 전 구간이 수도권 전철에 편입되면서 경부선, 경인선, 경원선은 1호선으로, 일산선은 3호선으로, 과천선과 안산선은 4호선으로 편입되었다. 2005년에는 경부선 병점–천안 구간과 경원선 의정부–동두천간 복선 전철화 완공으로 1호선의 운행 구간이 되었고, 같은 해에 중앙선 청량리–덕소가 복선 전철화되어 역시 통근형 전동차가 운행하게 되었다. 2008년 12월에는 장항선 천안–신창 구간이 복선 전철화되었고, 중앙선 복선 전철화 구간이 용문역까지 연장되었다. 2009년 7월 1일에는 경의선 복선 전철화 디지털미디어시티-문산이 개통되어 오늘에 이르고 있다.
서울 지하철과 무료 환승이 가능하며 수도권 대중교통 통합요금제 시행에 따라 서울시·경기도 내 시내버스와도 무료 환승이 가능하다.